# Luigi Maria Canestrari
Luigi Maria Canestrari (* 2. Februar 1843 in Rotella; † 11. September 1901) war ein italienischer Geistlicher.
Canestrari wurde am 23. September 1865 zum Priester geweiht.
Papst Pius IX. ernannte ihn am 15. Januar 1865 zum Weihbischof in Ostia, Velletri und Titularbischof von Thermae Basilicae. Am 24. Januar 1886 weihte Carlo Sacconi, Kardinalbischof von Ostia-Vellentri, ihn in VII Douleurs in Rom zum Bischof. Mitkonsekratoren waren Giuseppe Ceppetelli, Bischof von Ripatransone, und Francesco di Paola Cassetta, Titularbischof von Amathus in Palaestina.